# San Miguel Guancapla
San Miguel Guancapla is een gemeente (gemeentecode 1014) in het departement Intibucá in Honduras.
De gemeente wordt soms ook San Miguelito genoemd. Op 24 oktober 1981 werd echter in het Nationaal Congres vastgesteld dat San Miguel Guancapla de officiële naam is.
Het dorp ligt op een vlak terrein. Ten noorden ligt de beek Quebrada del Pueblo.

## Bevolking
De bevolking is als volgt verdeeld:
| Vrouwen | 3963 | 49,5% |
| Mannen  | 4043 | 50,5% |

## Dorpen
De gemeente bestaat uit vijf dorpen (aldea), waarvan het grootste qua inwoneraantal: San Miguel Guancapla (vroeger: San Miguelito) (code 101401).